# Бернсдорф, Эдуард
Эдуард Бернсдорф (нем. Eduard Bernsdorf; 25 марта 1825, Дессау — 27 июня 1901, Лейпциг) — немецкий музыкальный критик, пианист и композитор.
Учился в Дессау у Фридриха Шнайдера, затем в Берлине у Адольфа Бернхарда Маркса. Некоторое время работал как музыкальный педагог в Висбадене, затем обосновался в Лейпциге, совмещая педагогическую работу с критическими выступлениями. В 1850 году ответил на страницах «Новой музыкальной газеты» на статью Рихарда Вагнера «Еврейство в музыке», выразив своё несогласие с антисемитской позицией композитора. С 1854 года по приглашению Бартольфа Зенфа выступал как музыкальный критик в газете Signale für die musikalische Welt. А. Мачевский в Музыкальном словаре Гроува отмечал, что Бернсдорф «законченный консерватор, с сильной антипатией ко всем новейшим движениям в музыке, однако в рамках собственных предпочтений он проницательный и здравый критик, хотя определённая суровость выражений в его отчётах о лейпцигских концертах и навлекла на него недовольство многих музыкантов»; Бернсдорф, в частности, напечатал разгромный отзыв о Первом фортепианном концерте Иоганнеса Брамса, прозвучавшем в Лейпциге 27 января 1859 года в исполнении автора.
В 1850-е годы опубликовал ряд песен и фортепианных сочинений. Наиболее известен, однако, как редактор-составитель «Нового универсального музыкального словаря» (нем. Neues universal-Lexikon der Tonkunst; 1856—1861), начатого Ю. Шладебахом.